# テレビで仕返し
『テレビで仕返し』(テレビでしかえし、Wideo Wabbit、1956年10月28日)とは、アメリカ合衆国の映画会社のワーナー・ブラザースの短編アニメシリーズのルーニー・テューンズによる作品。ぶっちぎりステージでの邦題では『どっち！？エンターテイメント！』

## スタッフ
- 監督　ロバート・マッキンソン
- 製作総指揮    エドワード・セルツァー（クレジットなし）
- アニメーション製作・原画　ジョージ・グランプリ、テッド・ボニックセン、キース・ダーリン、ラッス・ダイソン
- 音楽監督　カール・スターリング
- キャスト　メル・ブランク
- 脚本　テッド・ピアールス
- レイアウト　ロバート・グリブブローク
- 背景画　リチャード・H・トーマス
- フィルム製作　トレッグ・ブラウン

## 作品内容
バッグス・バニーは読もうとした本日の朝刊の中に『テレビ番組に出演するウサギを募集中』と書かれたQTテレビ局というテレビ局からの出演募集広告を見つける。自分の才能が認められる事に意気揚々したバッグスは早速、テレビ局に向かう。そして、テレビ局に着くとプロデューサーから梯子の天辺まで昇り、そこで座るよう指示される。プロデューサーは「君はてっぺんからスタートだ」と言ったが実はバッグスが座っているクッションには1万ボルトの電流が流されるようセットされており、募集広告はエルマー・ファッドが司会の生放送番組『ハンティング・アワー』の実演材料を集めるためのものだった。罠にはめられたバッグスはエルマーの射撃から逃れ、テレビ局の色んな番組のスタジオに移動し、持ち前の変装で騙した仕返しをする。

## キャスト
| キャラクター       | 原語版                          | 旧吹き替え版 | 新吹き替え版 |
| ------------------ | ------------------------------- | ------------ | ------------ |
| バッグス・バニー   | メル・ブランク ドウズ・バトラー | 富山敬       | 山口勝平     |
| エルマー・ファッド | アーサー・Q・ブライアン         | 増岡弘       | 長島雄一     |
| ナレーション       | -                               | -            | 梅津秀行     |

## 備考
- グルーチョ・マルクスに変装したバッグスがクイズ番組『You Beat Your Wife』（マルクスが司会を担当していたクイズ番組『You Bet Your Life』が元ネタ）のスタジオに現れたエルマーに『あなたは妻への暴力をやめたのか』という問題を示していたが、アメリカと日本のカートゥーン ネットワークの放送ではカットされた（ぶっちぎりステージではノーカット）。
- 本作の舞台となったQTテレビ局は3年後の1959年公開の『バニーな人々（People Are Bunny）』にも登場し、本作のネタも一部踏襲されている（ダフィー・ダックが戦争のドキュメンタリー番組で餌食にされる、ウサギの格好をさせられるなど）。